# NGC 3553
NGC 3553 هي مجرة تتبع كوكبة الدب الأكبر. اكتشفها Guillaume Bigourdan ‏ في 13 مارس 1885.

## روابط خارجية
- NGC 3553 على موقع ويكي سكاي: DSS2, SDSS, GALEX, IRAS, Hydrogen α, X-Ray, Astrophoto, Sky Map, Articles and images